# مقاطعة ماسون (واشنطن)
مقاطعة ماسون (بالإنجليزية: Mason County)‏ هي إحدى مقاطعات ولاية واشنطن في الولايات المتحدة الأمريكية، تم تأسيس هذه المقاطعة عام 1854م ،عدد سكان هذه المقاطعة هو 65,726 نسمة (2020م) ،ومساحتها 2,722 كم2